# Rob Beaumont
Rob Anna Peter Beaumont (Geleen, 21 mei 1984) is een Nederlandse voormalig handballer.

## Biografie
Alhoewel de meeste familieleden op handbal zaten, begon Rob Beaumont met het beoefenen van voetbal. Pas op latere leeftijd begon Beaumont met het handballen bij BFC. Bij BFC debuteerde Beaumont in de Eredivisie. Met uitzondering van één jaar bij Aalsmeer, speelde Beaumont tot 2008 bij BFC. Hierna vertrok hij naar het Belgische Achilles Bocholt. Met Bocholt won hij de Beneluxliga en de twee keer de Belgische beker. In 2014 maakte hij de overstap naar Tongeren. Met Tongeren won hij in 2015 het landskampioenschap, dat tevens zijn laatste seizoen was als handbalspeler.